# Hazel Brannon Smith
Hazel Brannon Smith, geboren als Hazel Freeman Brannon (* 4. Februar 1914 in Alabama City, Gadsden, Alabama; † 15. Mai 1994 in Cleveland, Tennessee) war eine US-amerikanische Journalistin und Zeitungsverlegerin, Besitzerin und Chefredakteurin vier Wochenzeitungen im ländlichen Mississippi, mehrheitlich im Holmes County. Zu den Zeitungen gehörte der Lexington Advertiser, die zweitälteste Zeitung im Bundesstaat. Sie zeichnete sich sowohl in der Berichterstattung als auch im redaktionellen Schreiben aus und setzte sich als Weiße für Gerechtigkeit für die Afroamerikaner im County und im Staat ein. 1964 erhielt Smith als erste Frau den Pulitzer-Preis in der Kategorie Editorial Writing (Leitartikel), hauptsächlich für ihr Schreiben über die Bürgerrechtsbewegung und die Mississippi Freedom Democratic Party, die versuchte auf der Democratic National Convention des Jahres 1964 Sitze für die in den Vorwahlen systematisch ausgeschlossenen Afroamerikaner einzunehmen. Sie erhielt zahlreiche weitere Auszeichnungen für ihre Arbeit als Verlegerin und Redakteurin.
Als lebenslange Baptistin beschrieb sich Smith selbst als „just a little editor in a little spot. A lot of other little editors in a lot of little spots is what helps make this country. It's either going to help protect that freedom that we have, or else it's going to let that freedom slip away by default“.

## Leben
Hazel Freeman Brannon wurde 1914 in Alabama City, heute Teil von Gadsden, geboren. Sie besuchte die örtlichen Schulen und wurde von ihren Eltern als Baptistin erzogen. Im Jahr 1930 machte sie im Alter von 16 Jahren ihren Abschluss an der High School in Gadsden. Schon früh interessierte sie sich für Journalismus und arbeitete vor dem College bei einer Lokalzeitung. Sie besuchte die University of Alabama und schloss 1935 mit einem B.A. in Journalismus ab.
Nach ihrem Abschluss ging sie nach Durant, Mississippi, und kaufte die erfolglose Durant News im Holmes County. Bis 1943 hatte sie die Zeitung in Durant saniert.
Sie kaufte eine andere Wochenzeitung, den Lexington Advertiser, der in der nahegelegenen Kreisstadt Lexington erschien, wo sie auch lebte. Es war die zweitälteste Zeitung des Staates. Sie redigierte und veröffentlichte den Lexington Advertiser, die wichtigste Zeitung im Holmes County, vier Jahrzehnte lang von 1943 bis 1985.
Im Jahr 1956 erwarb Smith den Banner County Outlook (Flora, Mississippi) und den Northside Reporter (Jackson, Mississippi), letzteren mit Sitz in der Landeshauptstadt.
1950 heiratete sie Walter Dyer Smith, bekannt als „Smitty“, den sie auf einer Weltreise kennengelernt hatte. Er arbeitete als Zahlmeister auf dem Schiff. Er ließ sich mit ihr in Holmes County nieder und wurde Verwalter eines Bezirkskrankenhauses.
Smith wurde bekannt für ihre Leitartikel und ihre Kolumne („Through Hazel's Eyes“), die sich mit unpopulären Themen, politischer Korruption und sozialer Ungerechtigkeit in Mississippi, insbesondere im Holmes County, beschäftigte. Dieses landwirtschaftlich geprägte County mit 27.000 Einwohnern hatte eine mehrheitlich schwarze Bevölkerung, von denen viele arm waren. Bereits im April 1943 deutete sie ihre Unabhängigkeit durch eine Titelgeschichte in ihrer Zeitung in Durant über eine afroamerikanische Bürgergruppe an, die Geld an das örtliche Rote Kreuz spendete. Die meisten Zeitungen berichteten damals nur über Afroamerikaner, wenn diese in Verbrechen verwickelt waren.
Smith war durchaus eine Frau des Südens und hatte viele der dortigen Sitten verinnerlicht. Sie schrieb zunächst gegen das Urteil des Obersten Gerichtshofs der Vereinigten Staaten in Brown v. Board of Education (1954), indem sie sagte, dass die Rassen eine Trennung bevorzugen würden und dass die Südstaaten an ihren eigenen Lösungen arbeiten müssten. Sie schrieb auch zur Unterstützung einer Bezirksklinik für Geschlechtskrankheiten und ermutigte die Strafverfolgungsbehörden, gegen illegalen Alkoholschmuggel und Glücksspiel vorzugehen.
Im Jahr 1954 erregte Smith Aufmerksamkeit für ihre Berichterstattung über den Sheriff, der Harry Randall ins Bein schoss, nachdem er den Mann in einer Konfrontation aufgefordert hatte, sich zu bewegen. Smith kritisierte Sheriff Richard Byrd für die Belästigung eines schwarzen Einwohners und forderte seinen Rücktritt. Er reichte eine Verleumdungsklage gegen sie ein und gewann in der Vorinstanz, aber ein staatliches Berufungsgericht hob das Urteil gegen sie auf.
Nach 1954 unterstützte Smith dann insgesamt in ihren Leitartikeln nicht mehr die Rassentrennung. Sie wurde bekannt für ihre wahrheitsgemäße Berichterstattung und ihre Sympathie für Gerechtigkeit für Afroamerikaner. Allmählich begann sie, eine progressive Position zu vertreten, indem sie für die Bürgerrechtsbewegung und gegen die Aktivitäten des White Citizens Council redaktionell Stellung bezog. Die Councils wurden nach der Entscheidung des Obersten Gerichtshofs im Fall Brown v. Board of Education im ganzen Bundesstaat, vor allem in den Bezirken mit schwarzer Mehrheit, gegründet, und setzten sich gegen die Aufhebung der Rassentrennung in den Schulen ein. Der Staat gründete auch die vom Steuerzahler finanzierte Mississippi State Sovereignty Commission, angeblich um den Staat zu fördern. Aber die Kommission etablierte einen geheimen Polizeiarm, der Privatbürger überwachte, Listen von verdächtigen Aktivisten erstellte und diese privaten Gruppen zur Verfügung stellte, um Unterdrückung von Bürgerrechtsaktivismus zu betreiben.
Smiths Leitartikel und ihre faire Berichterstattung zogen den Zorn der lokalen und schließlich staatlichen Segregationisten auf sich. 1956 erzwang der Bürgerrat von Holmes County die Entlassung ihres Mannes Walter B. Smith aus seiner Position als Krankenhausverwalter des Bezirks, was sie wirtschaftlich beeinträchtigte. Dies war die Art von wirtschaftlicher Erpressung, die gegen Bürgerrechtler im ganzen Bundesstaat eingesetzt wurde.
1959 gründete der White Citizens Council in Holmes County den Holmes County Herald, um mit Smiths Zeitung Lexington Advertiser zu konkurrieren. 1960 erhielt Smith den The Elijah Parish Lovejoy Prize for Courage in Journalism von der International Conference of Weekly Newspaper Editors (ICWNE) und der Southern Illinois University. An Halloween 1960 wurde ein acht Fuß hohes Kreuz auf dem Rasen ihres Hauses verbrannt. Auch wenn dies ein Zeichen des Ku-Klux-Klan war, schrieb sie den Vorfall den Teenagern zu, die den Hass von ihren Eltern übernommen hätten.
Ab 1961 sah sich Smith mit einem systematischen wirtschaftlichen Werbeboykott konfrontiert, als das White Citizens Council seine Opposition verstärkte, nachdem es erfahren hatte, dass sie Aufträge für afroamerikanische Aktivisten druckte. Aber Smith gewann Unterstützung unter anderen Zeitungsverlegern, wie Hodding Carter, Jr. aus Greenville, Mississippi. Im Jahr 1961 organisierte er ein Komitee, um Geld zu sammeln, um ihr zu helfen.
Im Dezember 1961 begann Smith mit dem Druck der Mississippi Free Press, die von Aktivisten gegründet wurde, um ihre Nachrichten in die afroamerikanische Gemeinschaft im Staat zu bringen. Die meisten Zeitungen in weißem Besitz berichteten, wenn überhaupt, nur negativ über deren Bemühungen. Später übernahm Smith weitere Druckaufträge für afroamerikanische Kunden: den monatlich erscheinenden Baptist Observer und Bücher für die schwarze Baptist Convention. Diese Aufträge halfen, ihre Zeitung zu unterstützen. Sie stellte auch Schwarze als Mitarbeiter in der Druckerei ein und lernte sie persönlich und ihren politischen Kampf besser kennen.
Smith fuhr fort, ausführlicher über lokale Nachrichten zu berichten, zum Beispiel über die Details der Polizeierschießung von Alfred Brown im Juni 1963, einem afroamerikanischen Navy-Veteranen des Zweiten Weltkriegs und Vater von fünf Kindern, der kurz nach seiner Entlassung aus einer Nervenheilanstalt tödlich erschossen wurde. Sie beschrieb den Rassismus der Polizei bei diesem Vorfall, einschließlich der Weigerung, Browns Familie zu Hilfe kommen zu lassen.
Im Rückblick berichteten Afroamerikaner in Holmes County, dass sie Optimismus daraus schöpften, sie als Beispiel für eine „white person [who] showed the capacity to change and the willingness to  join them“.
Zunächst war Holmes County relativ ruhig gewesen, was die Bürgerrechtsaktivitäten anging, aber das änderte sich 1963 und 1964. Im Jahr 1964 begrüßte Smith die 33 Freiwilligen des Student Nonviolent Coordinating Committee, die in den Bezirk kamen, um Afroamerikaner aufzuklären und sie auf die Registrierung und das Wählen vorzubereiten, was als "Mississippi Freedom Summer" bekannt wurde:

“One of the most popular misconceptions in Mississippi is the idea that if everyone would just leave us alone we would work out all our problems and everything would be fine […] The truth is we have been left pretty much alone for nearly one hundred years – and we have not faced up to our problems as well as we should.”

„Eines der verbreitetsten Missverständnisse in Mississippi ist die Vorstellung, dass, wenn uns alle einfach in Ruhe lassen würden, wir all unsere Probleme lösen würden und alles in Ordnung wäre […] Die Wahrheit ist, dass wir seit fast hundert Jahren ziemlich allein gelassen wurden – und wir haben uns unseren Problemen nicht so gut gestellt, wie wir sollten.“

1964 wurde Smith mit dem Pulitzer-Preis in der Kategorie Leitartikel ausgezeichnet. Ausgezeichnet wurden Leitartikel, die sich gegen die Aktivitäten des White Citizens’ Council und dessen Eintreten für die Rassentrennung richteten. In der Begründung hieß es, dass sie „angesichts des großen Drucks und Widerstands standhaft an ihrer redaktionellen Pflicht festhielt“. Smith stellte sich selbst als moderat dar, vielleicht um eine möglichst breite Basis in ihrem Bemühen zu erhalten, die Meinung der Menschen zu ändern.
Smith war weiterhin von der Aggression dieser Zeit betroffen. Im September 1964 wurden die Räumen des Northside Reporter in Jackson bombardiert. Im Jahr 1967, kurz bevor der Lexington Advertiser in Druck gehen sollte, wurde die Druckerei in Lexington von Brandstiftern in Brand gesetzt. Smith schaffte es trotzdem, eine Notausgabe herauszubringen. Der fortgesetzte Boykott der Kunden und Anzeigenkunden ihrer Zeitung durch den White Citizens' Council forderte einen hohen finanziellen Tribut. Im Jahr 1965 richtete das Columbia Journalism Review einen Fonds für Smith ein: Andere Journalisten und Redakteure sammelten landesweit fast $ 2.700. Ihre lokale Unterstützung war sogar noch größer: Schwarze aus dem gesamten wirtschaftlichen Spektrum in Holmes County sammelten mehr als $ 2.855, um ihr zu helfen. Dieses Geld wurde ihr am National Editor Appreciation Day am Saints Junior College überreicht, einer Veranstaltung, die von Afroamerikanern in Holmes County organisiert wurde, um den Aktivitäten des White Citizens Council entgegenzuwirken.
In den 1970er Jahren verkaufte Smith schließlich zwei ihrer Zeitungen wegen anhaltender finanzieller Probleme. Sie war nicht in der Lage, sich von den wirtschaftlichen Boykotten finanziell zu erholen. 1982 starb ihr Ehemann bei einem Sturz zu Hause. 1985 meldete sie Konkurs an und war gezwungen, ihre verbliebenen zwei Zeitungen, darunter den Lexington Advertiser, zu schließen. Das Gebäude steht immer noch in Lexington und verfällt. Die kleinen Zeitungen überlebten weder den Verlust ihrer Führung noch die Veränderungen in der Branche.
1986 zog Smith zu ihrer Schwester und deren Familie nach Gadsden, Alabama, ihrer Heimatstadt, und litt an frühen Symptomen der offensichtlichen Alzheimer-Krankheit. Später zog sie in die Nähe ihrer Nichten in Tennessee. Dort starb sie 1994 in einem Pflegeheim in Cleveland, Tennessee. Ihr Leichnam wurde nach Alabama zurückgebracht, wo sie in der Nähe von Familienmitgliedern auf dem Forrest Cemetery in Gadsden beigesetzt wurde. Smiths Nachlass aus den Jahren 1945 bis 1976 steht Forschern zur Verfügung und befindet sich in der Abteilung Special Collections der Mississippi State University Library.
Smiths Leben wurde in dem ABC-TV-Film A Passion for Justice: The Hazel Brannon Smith Story von 1994 mit Jane Seymour in der Titelrolle verfilmt. Der Film wurde einige Wochen vor Smiths Tod ausgestrahlt. Er entstand ohne ihre Beteiligung oder die ihrer Familie und basierte auf biografischem Essay von Kathleen Brady über Smith.

## Auszeichnungen
Neben dem Pulitzer-Preis erhielt Smith weitere Auszeichnungen: Preise der National Federation of Press Women (1946, 1955), den Herrick Award for Editorial Writing (1956) und der Mississippi Press Association (1957). Sie gewann 1963 den Golden Quill Award der International Society of Weekly Newspaper Editors (ISWNE). und wurde 1964 vom National Council of Women zur Woman of Conscience des Jahres ernannt. Sie war 1981–82 Präsidentin der ISWNE.1998 wurde sie in die Communication Hall of Fame der University of Alabama aufgenommen.